# 少脉黄芩
少脉黄芩（学名：Scutellaria oligophlebia），为唇形科黄芩属下的一个植物种。